# 山口県道293号萩長門峡線
山口県道293号萩長門峡線（やまぐちけんどう293ごう はぎちょうもんきょうせん）は、山口県萩市から山口市に至る一般県道である。

## 概要
萩市大字御許町から山口市阿東生雲東分に至る。

### 路線データ
- 起点：萩市大字御許町（御許町交差点、国道191号交点、山口県道64号萩三隅線起点）
- 終点：山口市阿東生雲東分（長門峡入口交差点、国道9号交点）
- 車両通行不能区間：萩市川上（龍宮淵） - 山口市阿東篠目（長門峡遊歩道）

## 路線状況

### 重複区間
- 山口県道64号萩三隅線（萩市大字御許町・御許町交差点（起点） - 萩市大字椿・椿町交差点）
- 国道262号（萩市大字椿・金谷交差点 - 萩市川上）
- 山口県道67号萩川上線（萩市川上）
- 山口県道10号山口福栄須佐線（萩市川上 - 萩市大字福井上）
- 山口県道310号迫田篠目停車場線（萩市川上）

### 道路施設

#### 橋梁
- 橋本橋（橋本川、萩市、山口県道64号萩三隅線重複区間内）
- 椿西橋（大屋川、萩市、国道262号重複区間内）
- 関田橋（大屋川、萩市、国道262号重複区間内）
- 大藤大橋（佐々並川、萩市、山口県道10号山口福栄須佐線重複区間内）
- 阿武大橋（阿武川、萩市、山口県道10号山口福栄須佐線重複区間内）
- 滝橋（長門峡、山口市 - 萩市）

#### トンネル
- 一の谷隧道：延長84 m、1970年（昭和45年）竣工、萩市、山口県道67号萩川上線重複区間内
- 高瀬隧道：延長141 m、1970年（昭和45年）竣工、萩市、山口県道10号山口福栄須佐線重複区間内
- 長門峡隧道：延長91 m、1974年（昭和49年）竣工、萩市
- 湯ノ瀬隧道：延長211 m、1979年（昭和54年）竣工、萩市
- 江舟第二隧道：延長21 m（改修前18 m）、1935年（昭和10年）竣工（1990年（平成2年）改修）、萩市

## 地理

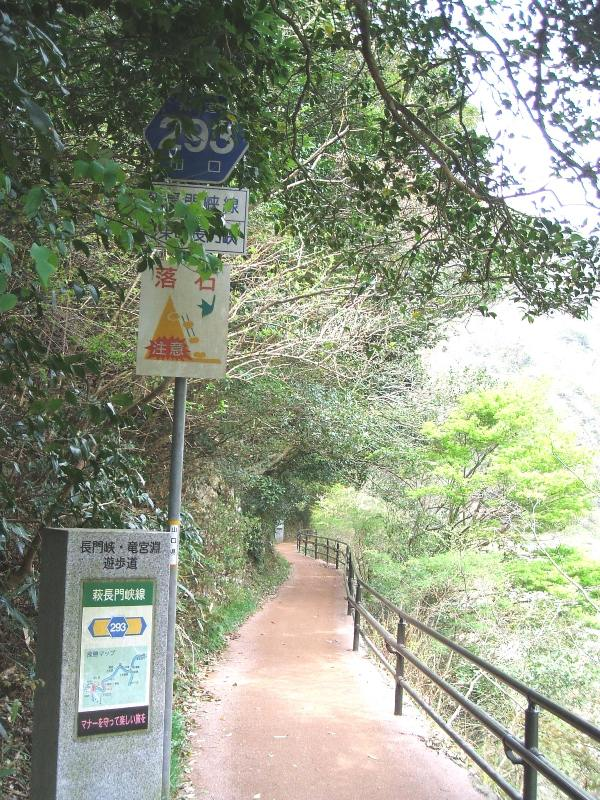
山口県道293号萩長門峡線（遊歩道区間）の道路標示
山口市阿東生雲東分・長門峡

### 通過する自治体
- 萩市
- 山口市

### 交差する道路
| 交差する道路                                                              | 市町村名 | 交差する場所 | 交差する場所            |
| ------------------------------------------------------------------------- | -------- | ------------ | ----------------------- |
| 国道191号 山口県道64号萩三隅線 重複区間起点                               | 萩市     | 大字御許町   | 御許町交差点 / 起点     |
| 山口県道64号萩三隅線 重複区間終点                                         | 萩市     | 大字椿       | 椿町交差点              |
| 国道262号 重複区間起点                                                    | 萩市     | 大字椿       | 金谷交差点              |
| 山口県道32号萩秋芳線 / 萩道路                                             | 萩市     | 大字椿       |                         |
| 国道262号 重複区間終点                                                    | 萩市     | 川上         |                         |
| 山口県道67号萩川上線 重複区間起点                                         | 萩市     | 川上         |                         |
| 山口県道360号笹尾筏場線                                                   | 萩市     | 川上         |                         |
| 山口県道10号山口福栄須佐線 重複区間起点 山口県道67号萩川上線 重複区間終点 | 萩市     | 川上         |                         |
| 山口県道10号山口福栄須佐線 重複区間起点                                   | 萩市     | 大字福井上   |                         |
| 山口県道310号迫田篠目停車場線 重複区間起点                                | 萩市     | 川上         |                         |
| 山口県道310号迫田篠目停車場線 重複区間終点                                | 萩市     | 川上         |                         |
| 通行不能区間                                                              |          |              |                         |
| 国道9号                                                                   | 山口市   | 阿東生雲東分 | 長門峡入口交差点 / 終点 |

### 交差する鉄道
- 山陰本線

### 沿線
- 萩市立椿西小学校
- JR西日本山陰本線 萩駅
- 萩ウェルネスパーク
- 萩市立川上小学校
- 萩市立川上中学校
- 阿武川ダム
- 長門峡
- 生雲峡
- 中原中也詩碑
- 道の駅長門峡
- JR西日本山口線 長門峡駅